# Chàng trai năm ấy
Pour plus de détails, voir Fiche technique et Distribution.
Chàng trai năm ấy (litt. : Le garçon de cette année-là) est un film vietnamien de comédie romantique réalisé par Nguyễn Quang Huy, sorti en 2014 avec Son Tung M-TP, Hari Won, Phạm Quỳnh Anh, Ngô Kiến Huy et Hứa Vĩ Văn dans les rôles principaux. Le scénario est inspiré du livre Bắt đầu từ một kết thúc, une autobiographie du chanteur Wanbi Tuấn Anh.

## Synopsis
Dinh Phong est un jeune chanteur au sommet de sa gloire. Charismatique, insouciant et adoré par ses fans, il semble avoir la vie rêvée. Mais tout bascule lorsqu'il apprend qu'il est atteint d'une tumeur de l'hypophyse. Il doit alors faire face à des choix déchirants : poursuivre sa carrière, préserver ses proches, ou vivre pleinement le peu de temps qu'il lui reste.

## Fiche technique
- Titre original : Chàng trai năm ấy
- Réalisation : Nguyễn Quang Huy
- Scénario : Quang Huy, Nhật Bành, Ngoc Phuong, inspiré d'une œuvre de Li Ming Tung
- Musique : Nguyen Ha
- Cameraman : Trang Cong Minh
- Montage : Ngo Phuoc Truong, Quang Huy
- Production : Galaxy Studios, WePro Entertainment
- Longueur : 114 minutes
- Pays de production : Viêt Nam
- Genre : comédie romantique
- Langue : vietnamien
- Dates de sortie : 
  - Viêt Nam : 31 décembre 2014

## Distribution
- Son Tung M-TP : Dinh Phong
- Hari Won (en) : Sky
- Pham Quynh Anh[2] : Pham Quynh Bang
- Ngô Kiến Huy (en) : Ngo Kien Ha
- Hứa Vĩ Văn (vi) : Lam